# Estadio Hang Jebat
El Estadio Hang Jebat es un estadio multiusos ubicado en la ciudad de Malacca, en el estado del mismo nombre en Malasia, fue inaugurado en 2004 y tiene una capacidad de 40 000 asientos, es utilizado de preferencia para la práctica del fútbol y atletismo siendo uno de los estadios de mayor capacidad en el país. En la actualidad, es el estadio del club Malacca FA que disputa la Superliga de Malasia, sirve también en ocasiones de sede para juegos de la Selección de fútbol de Malasia y de la Selección de fútbol de Siria.
El estadio se inauguró en abril de 2004, cuenta con un marcador electrónico multimedia, pista de atletismo sintética, oficinas VIP, gimnasios, salas de masajes, cafetería, centro de control de seguridad, clínicas médicas, saunas etc. También ofrece excelentes instalaciones para personas con discapacidad. Fue la sede de los 13° Juegos deportivos de Malasia (Sukma Games) entre el 10 y 19 de junio de 2010.

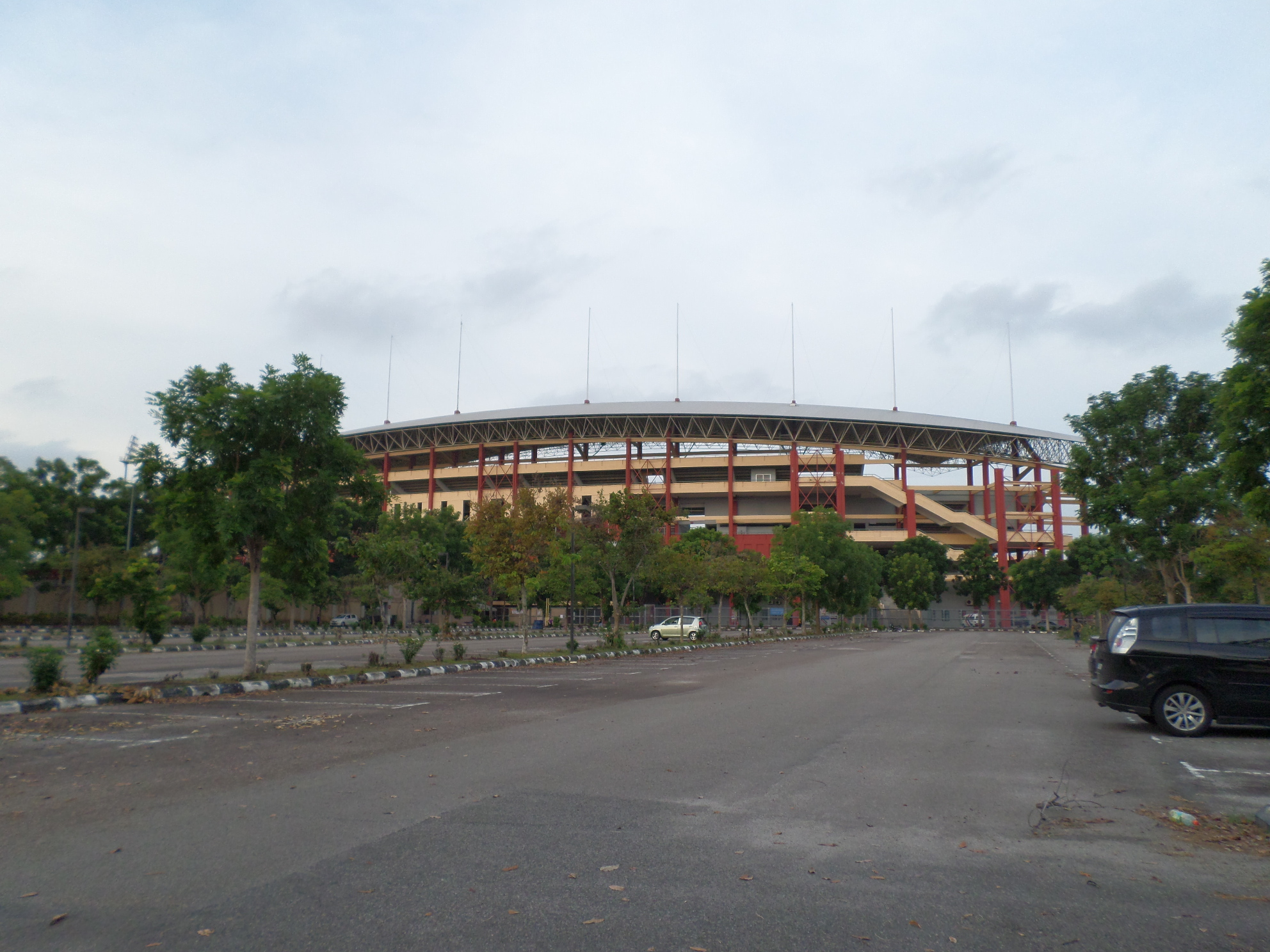
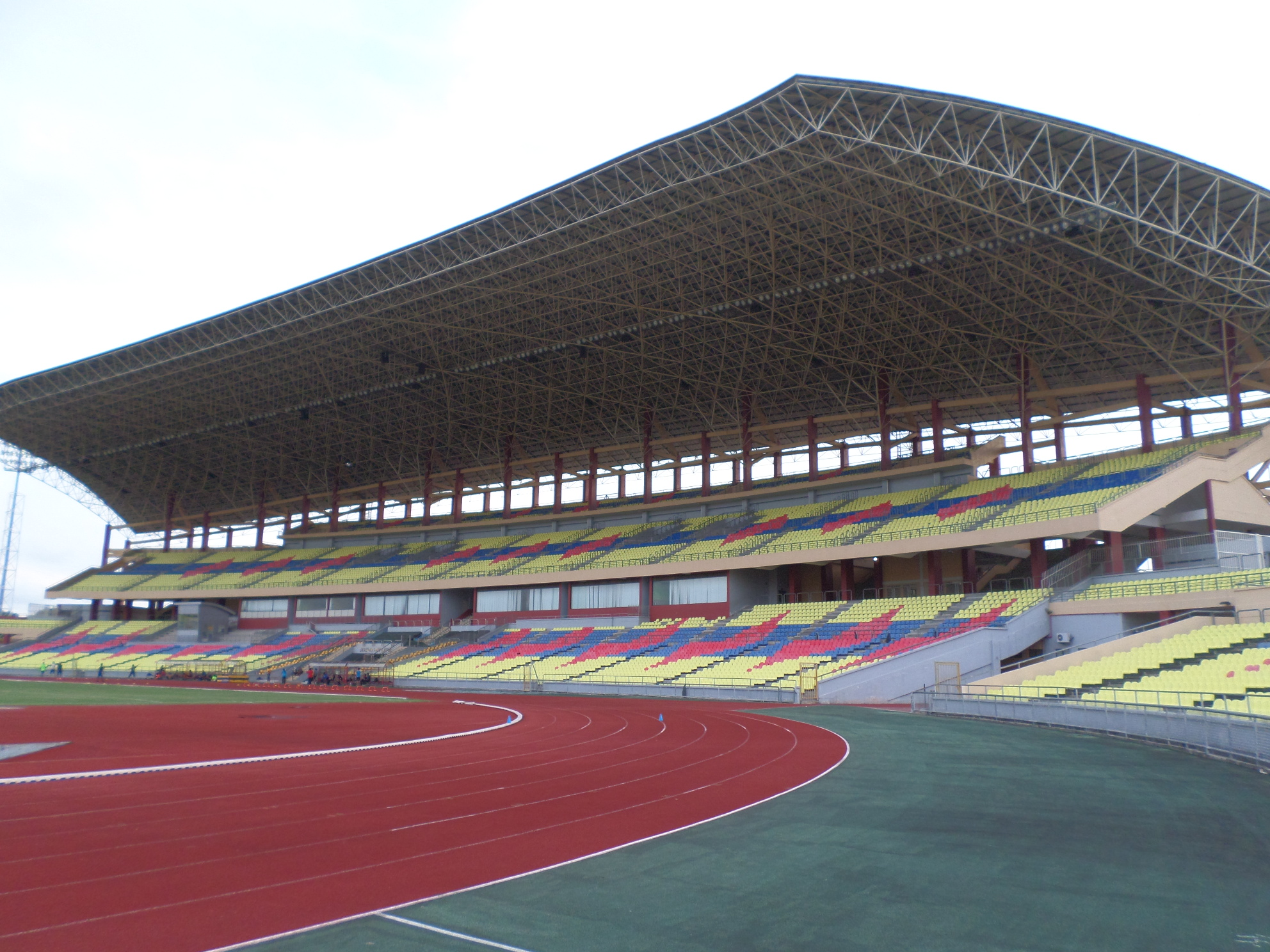